# Proteoma

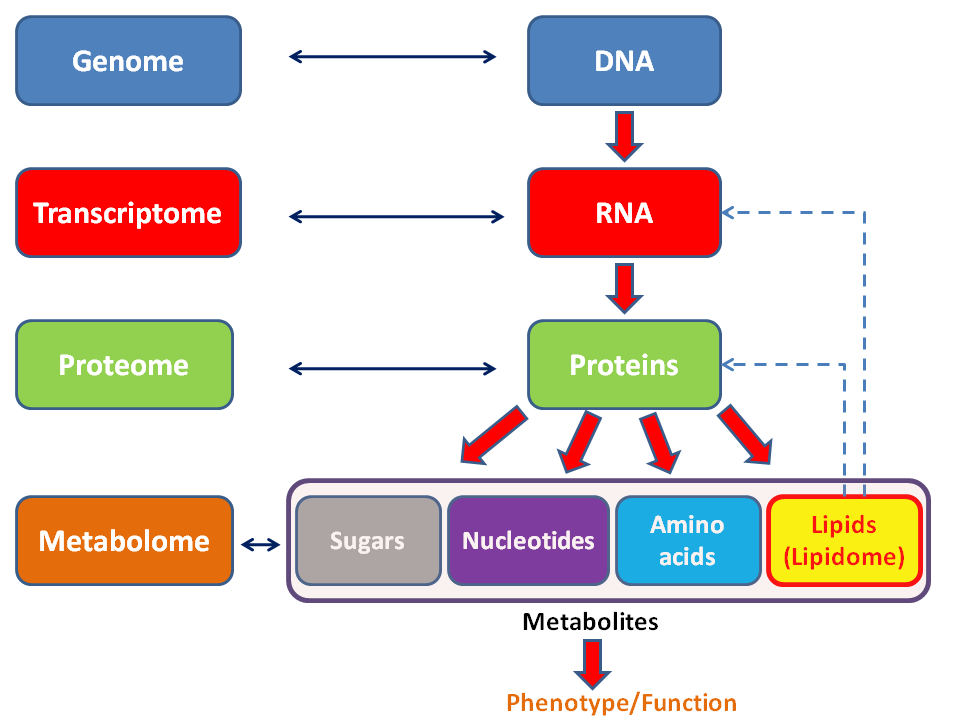
Esquema Metabólico

El proteoma es el conjunto de proteínas que se expresan o pueden expresarse a partir del genoma de una célula, tejido u organismo, en un momento y condición determinada. El término se utilizó por primera vez en 1994 por Marc Wilkins, para referirse al total de proteínas codificadas por un genoma y ha sido aplicado a diferentes escalas en los sistemas biológicos. 

## Tipos de proteomas
Generalmente el término proteoma se refiere a todas las proteínas de un organismo, pero existen organismos unicelulares y pluricelular, que pueden tener proteomas muy diferentes en distintas células; de igual manera, ahora se pueden obtener todas las proteínas presentes en un organelo, a nivel subcelular, por ello es importante distinguir los diferentes proteomas, subcelular, celular, y completo.
- Un proteoma subcelular es el conjunto de proteínas que se encuentran en un determinado organelo, de una determinada célula, por ejemplo, el proteoma mitocondrial puede estar compuesto por más de 3000 diferentes proteínas.[3][4][5]

- Un proteoma celular es la colección de proteínas que se encuentran en un tipo de célula particular, en una condición y momento específico.
- Un proteoma completo es aquel que hace referencia al conjunto entero de proteínas que un organismo, ya sea unicelular o pluricelular, expresa a partir de su genoma completo. Esto es, a grandes rasgos, el equivalente proteico del genoma.
- Los virus tienen en su genoma secuencias que codifican a proteínas y se le conoce comúnmente como proteoma viral. Estos proteomas generalmente son predichos a partir del genoma viral,[6] aunque se han hecho algunos intentos para determinar todas las proteínas expresadas a partir del genoma de un virus, es decir, el proteoma viral.[7] Sin embargo, lo más frecuente es que la proteómica de los virus analice los cambios de las proteínas del huésped tras la infección del virus, de modo que en realidad se estudian "dos" proteomas (el del virus y el de su huésped).[8]

## Proteómica
La proteómica es el estudio a gran escala de las proteínas. La proteómica es un dominio interdisciplinario que se ha beneficiado enormemente de la información genética de varios proyectos del genoma, incluido el Proyecto del Genoma Humano. Cubre la exploración de proteomas a partir del nivel general de composición, estructura y actividad de las proteínas. Es un componente importante de la genómica funcional.
La proteómica generalmente se refiere al análisis experimental a gran escala de proteínas y proteomas, pero a menudo se usa específicamente para referirse a la purificación de proteínas y la espectrometría de masas.
Según varios científicos podemos resumir al proteoma con la realización de 3 actividades: identificar todas las proteínas elaboradas dentro de una célula en específico, tejido u organismo; determinar como estas proteínas forman redes similares a circuitos eléctricos dentro de los organismos;  y por último, determinar las estructuras tridimensionales que adoptan estas proteínas. 

## Historia
El genetista australiano Marc Wilkins acuñó el término «proteoma» (proteome) en 1994, en un simposio sobre  "2D Electrophoresis: from protein maps to genomes" [Electroforesis 2D: de los mapas de proteínas a los genomas], celebrado en Siena en Italia. Apareció impreso en 1995, con la publicación de parte de la tesis doctoral de Wilkins. Wilkins utilizó el término para describir todo el conjunto de proteínas expresadas por un genoma, célula, tejido u organismo.

## Importancia
La importancia del estudio del proteoma a través de la proteómica radica en que a través de esta podemos comprender las interacciones que tienen las proteínas con un organismo.
Conocer el proteoma de un organismo nos ayuda por ejemplo para el desarrollo de medicinas mediante el estudio comparativo de las proteínas presentes en un organismo sano y uno enfermo (como sería en el caso del melanoma). Para poder desarrollar estos medicamentos se realizan los siguientes pasos:
1. Hacer la electroforesis de muestras de tejido sano y compararlas con muestras de tejido cancerígeno, se podrá observar la presencia abundante de una proteína en el gel del tejido cancerígeno.
2. Aislar dicha proteína mediante un proceso de cristalización.
3. Realizar cristalografía de rayos X  para que así podamos determinar su estructura.
4. Una vez determinada la estructura de la proteína, se podrá diseñar un medicamento que actúe en el sitio activo de dicha proteína.

También se puede emplear para evitar medicamentos con efectos secundarios.